# Gambir (onderdistrict)
Gambir is een onderdistrict van de stadgemeente Jakarta Pusat in de provincie Jakarta, Indonesië.
Over de oorsprong van de naam Gambir doen twee theorieën de ronde: 
- Een Frans-Nederlandse luitenant genaamd Gambier of Cambier. Hij zou van Herman Willem Daendels de opdracht hebben gekregen om een weg richting Buitenzorg vrij te maken. Hoewel een deel van het vrijgemaakte gebied officieel Koningsplein heette, bleef bij de lokale bevolking luitenant Gambiers naam in zwang. Later is dit tot Gambir verbasterd.[1]
- De gambier-plant. Indertijd zou deze plant veelvuldig in het gebied groeien.[1]

## Verdere onderverdeling
Het onderdistrict Gambir is verdeeld in zes kelurahan:
1. Gambir postcode 10110
2. Kebon Kelapa, postcode 10120
3. Petojo Selatan, postcode 10130
4. Duri Pulo, postcode 10140
5. Cideng, postcode 10150
6. Petojo Utara, postcode 10160

## Bezienswaardigheden
- Stadhuis van centraal Jakarta
- Station Gambir
- Immanuëlkerk
- Merdeka paleis
- Medan Merdeka
- Monas
- Nationaal Museum van Indonesië
- Taman Prasasti Museum